# 臺南市北區開元國民小學
臺南市北區開元國民小學又稱市立開元國民小學，簡稱開元國小，為一間位在中華民國臺南市北區的市立國民小學，創立於1955年，以臺南開元寺為名，其學區範圍包括北區、永康區、東區的里別，並和多個學校學區重疊，使該校招生相對困難。該校因鄰近眷村，軍人子弟校友眾多；而臺灣民歌歌手趙樹海也是校友。

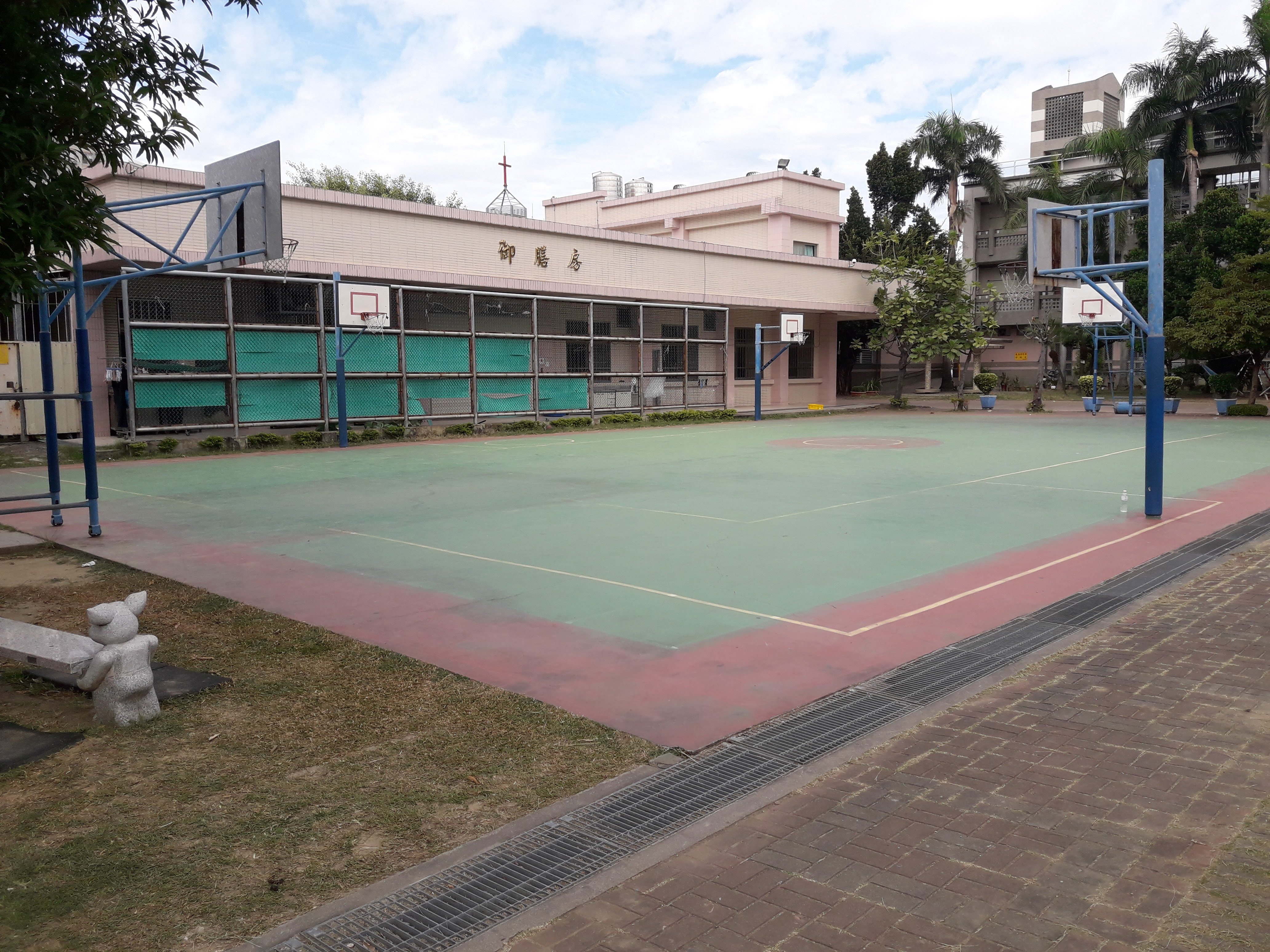
籃球場
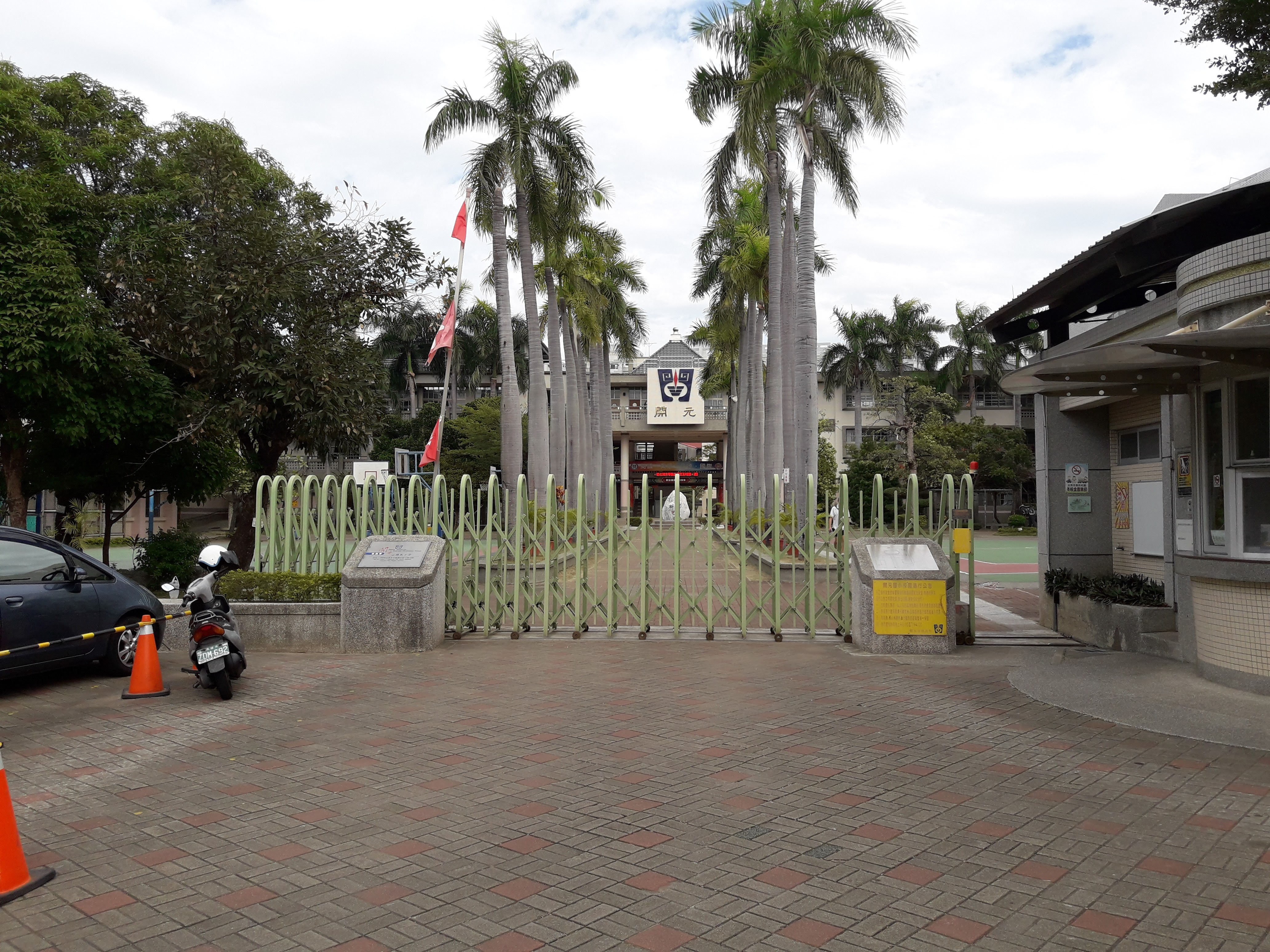
大門
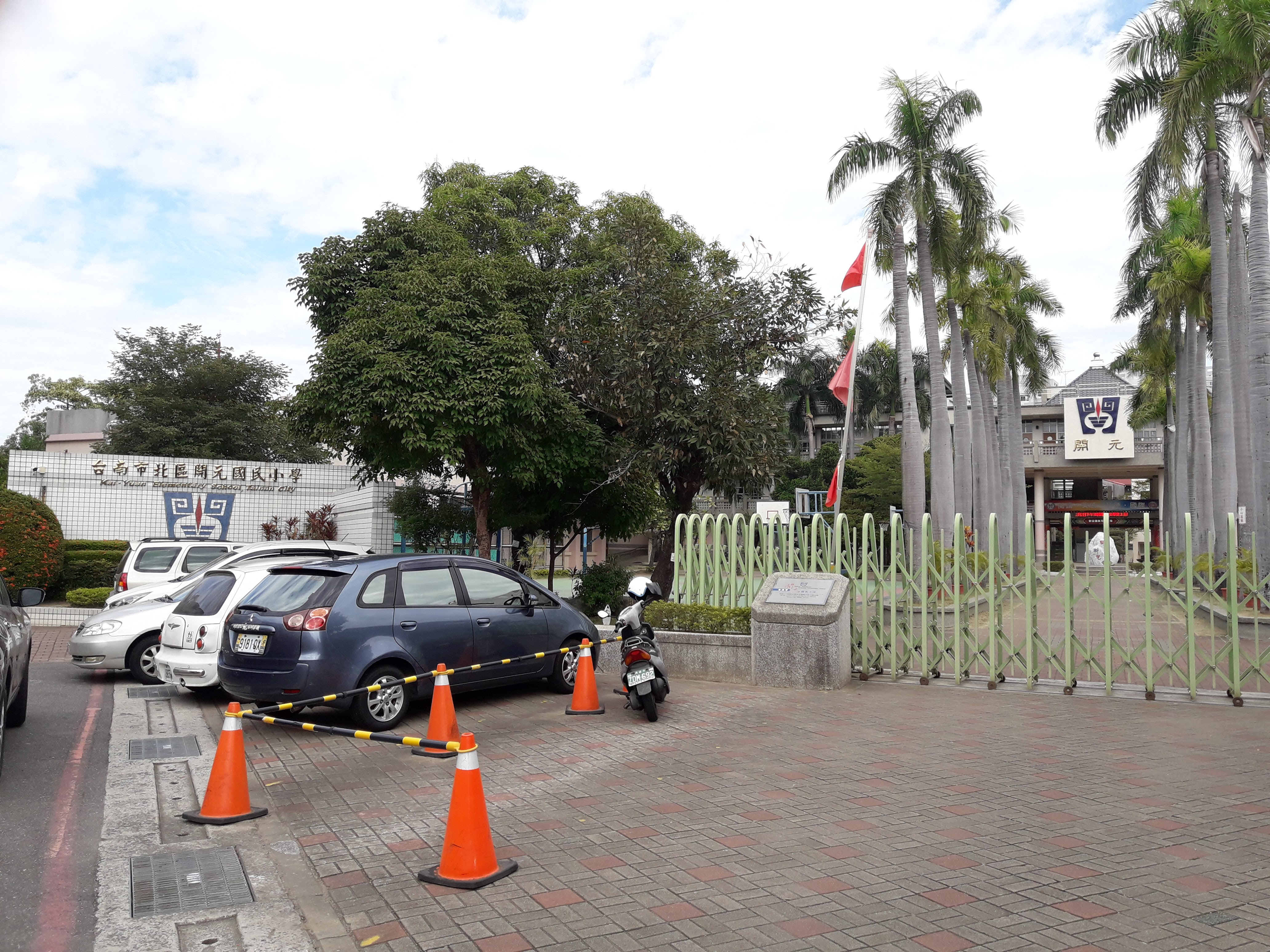
大門
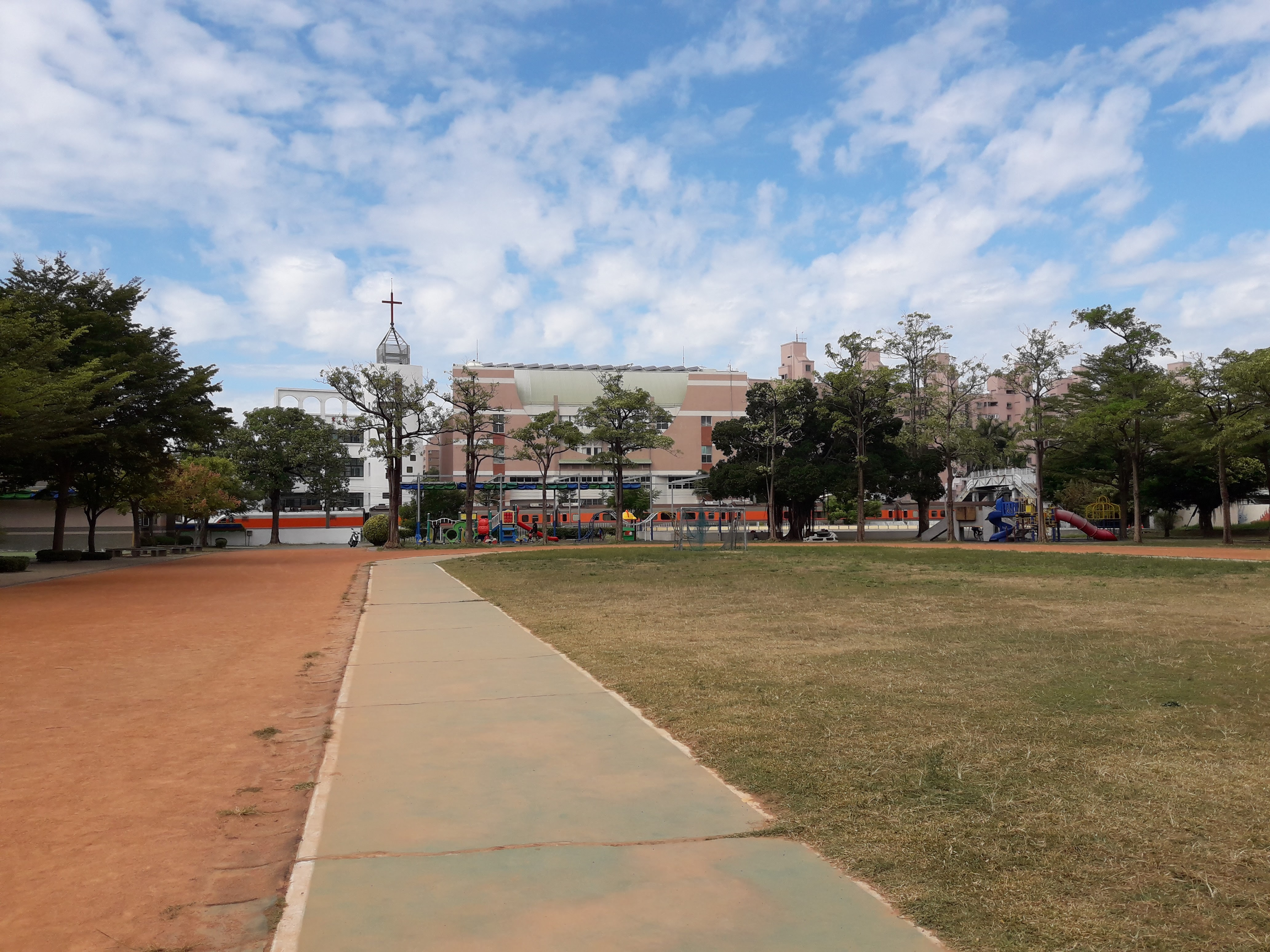
操場
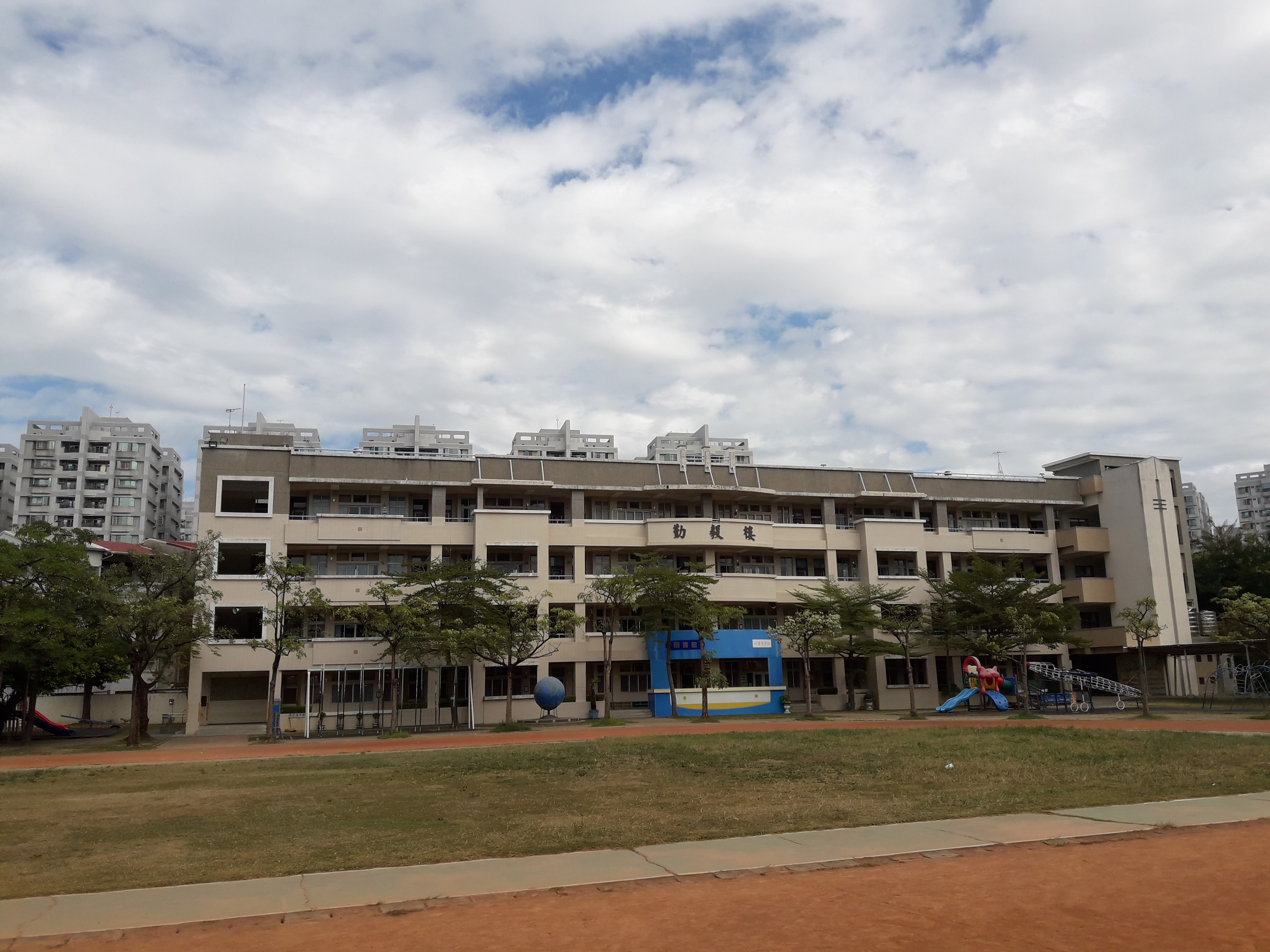
勤毅樓
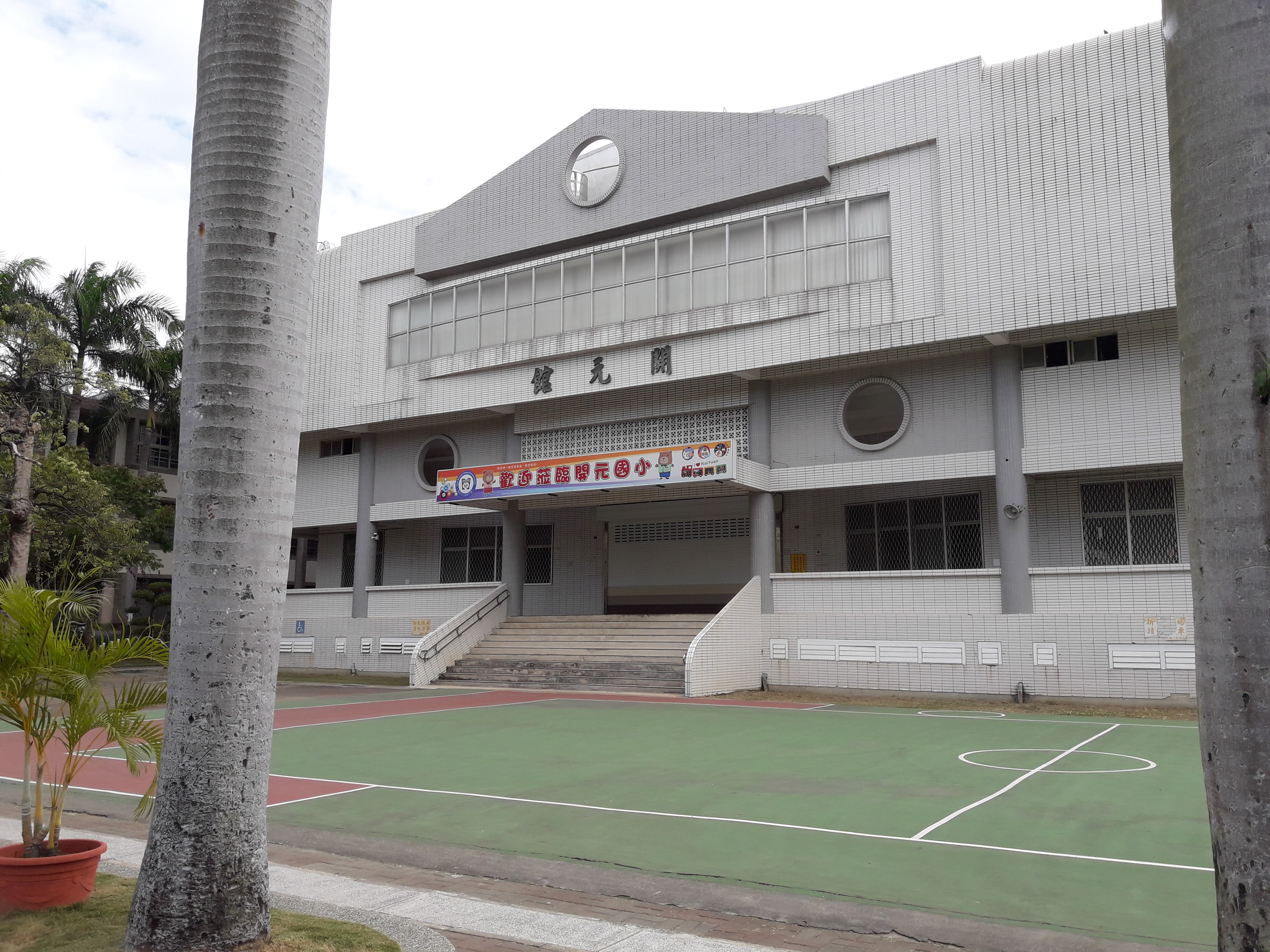
活動中心
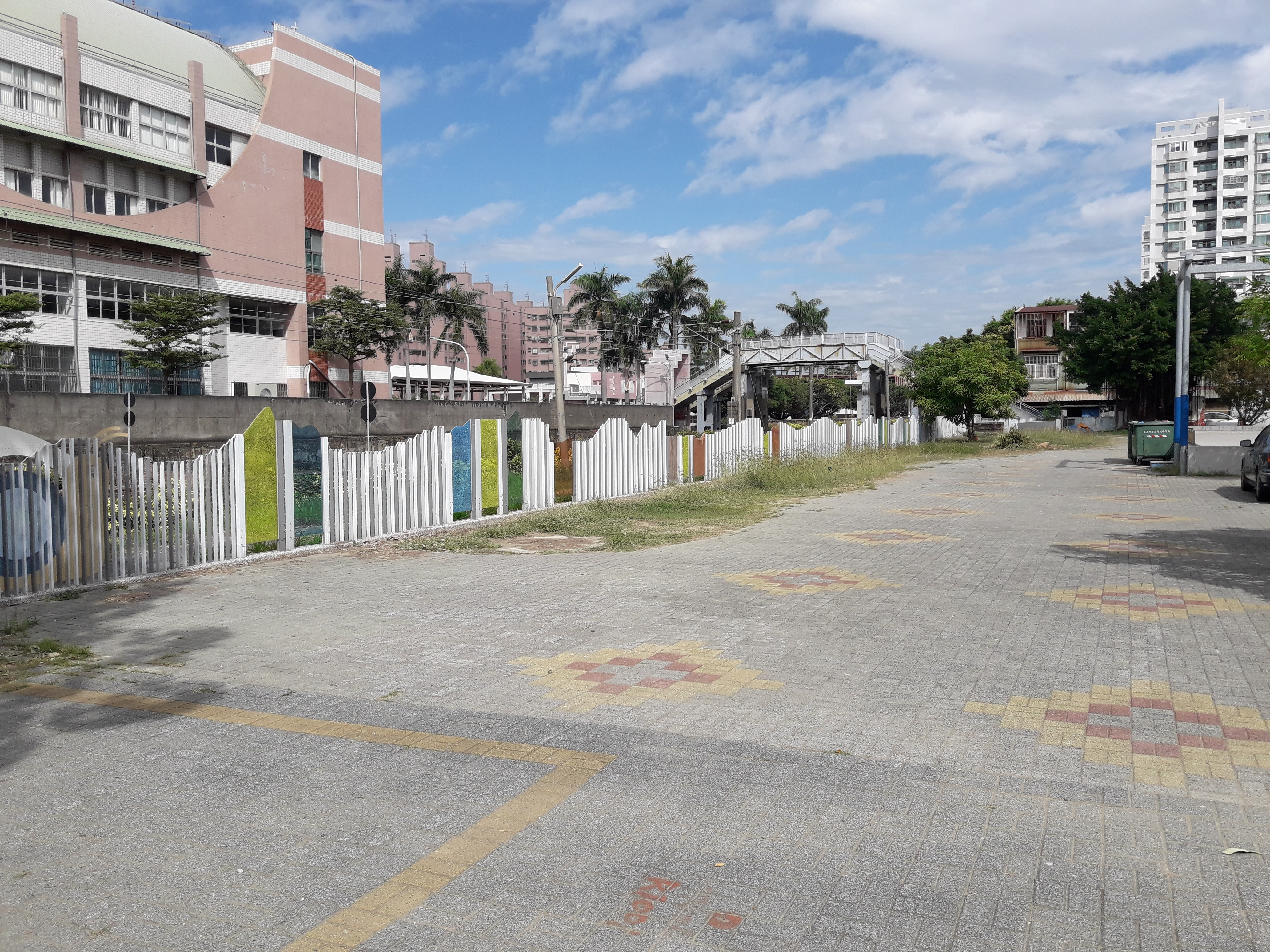
校園一景
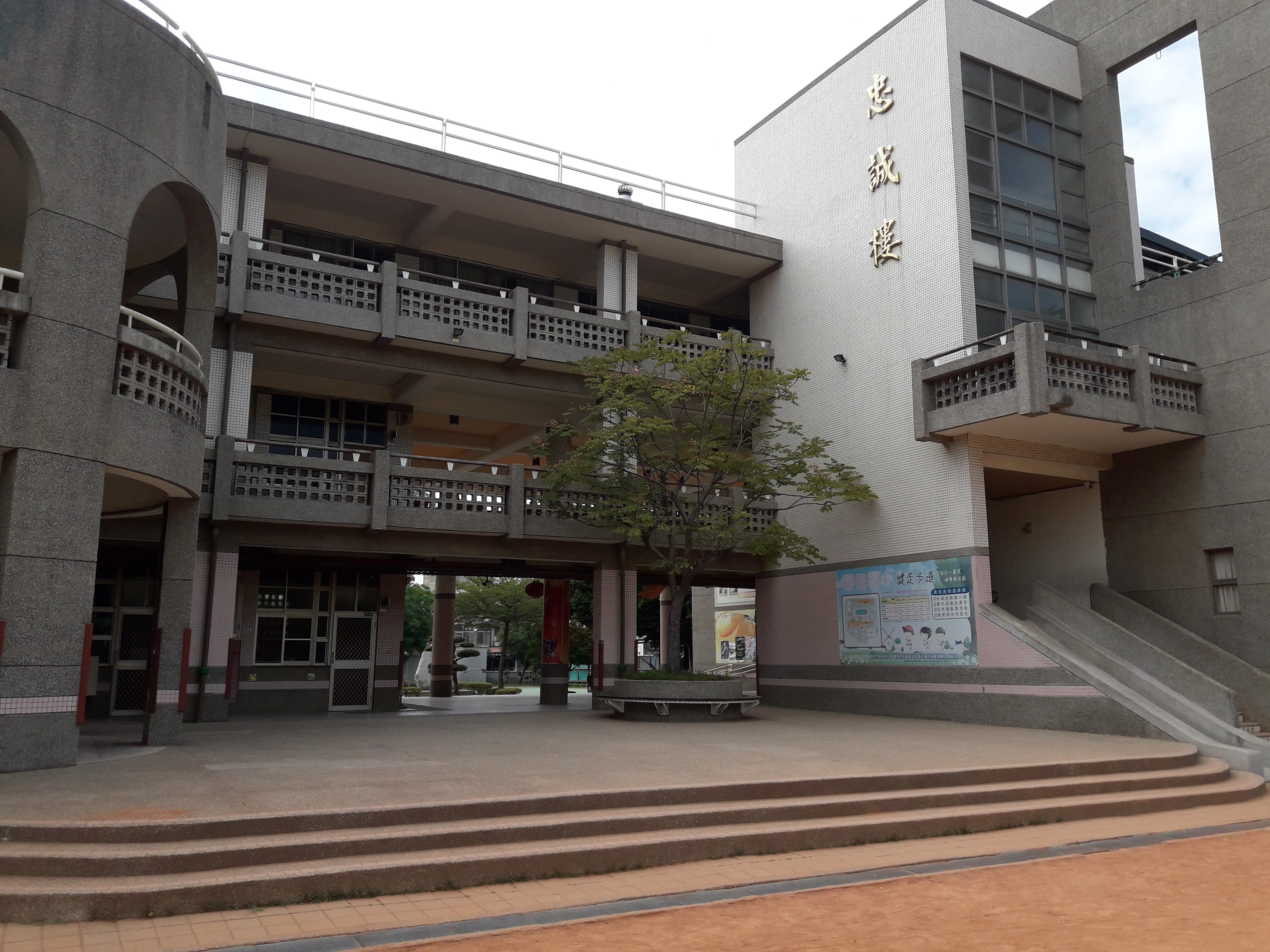
忠誠樓
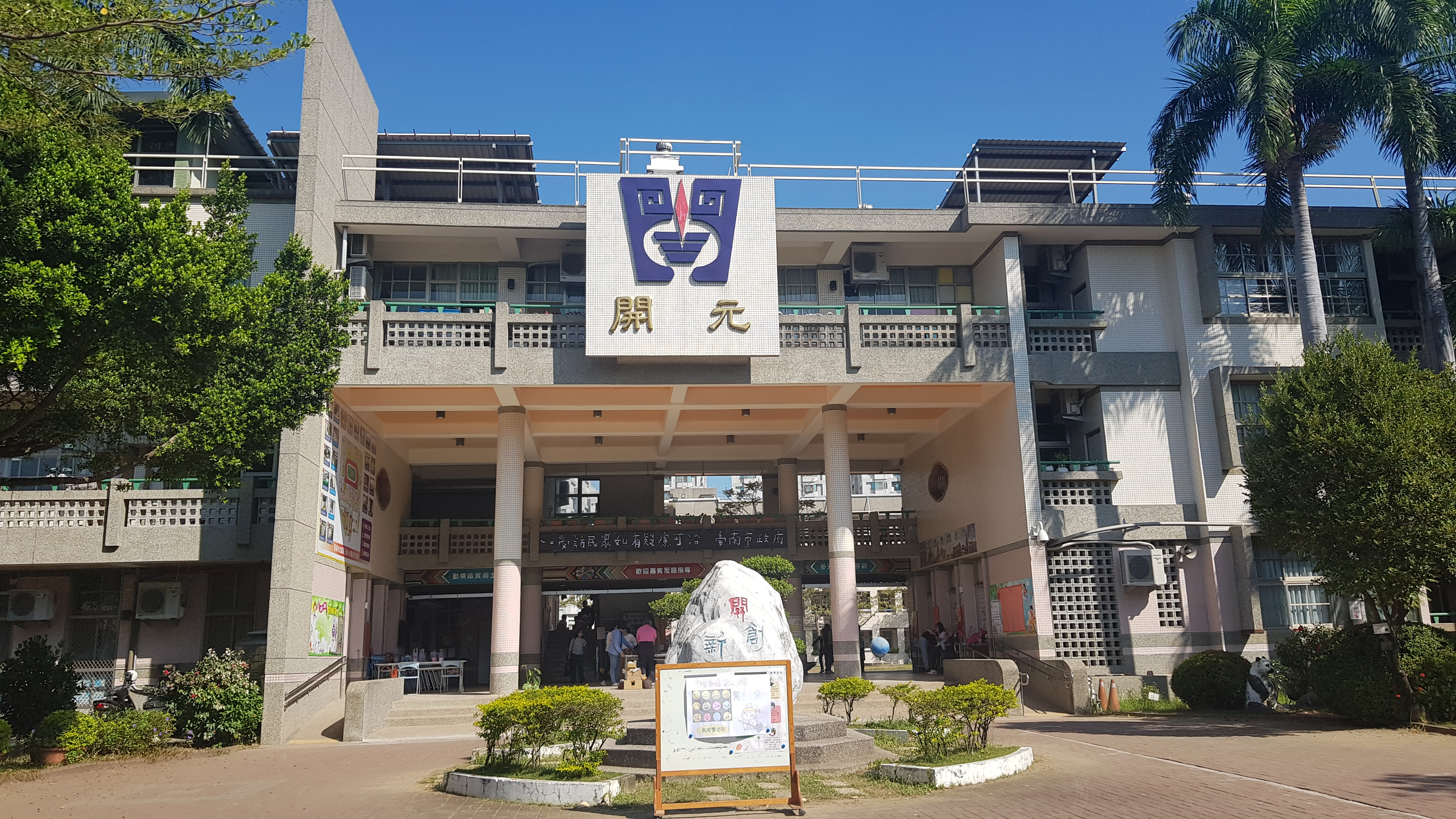
忠誠樓